# Municipio de Bolton (Kansas)
El municipio de Bolton (en inglés: Bolton Township) es un municipio ubicado en el condado de Cowley en el estado estadounidense de Kansas. En el año 2010 tenía una población de 1705 habitantes y una densidad poblacional de 12,3 personas por km².

## Geografía
El municipio de Bolton se encuentra ubicado en las coordenadas 37°2′4″N 97°3′55″O / 37.03444, -97.06528. Según la Oficina del Censo de los Estados Unidos, el municipio tiene una superficie total de 138.57 km², de la cual 135,12 km² corresponden a tierra firme y (2,48 %) 3,44 km² es agua.

## Demografía
Según el censo de 2010, había 1705 personas residiendo en el municipio de Bolton. La densidad de población era de 12,3 hab./km². De los 1705 habitantes, el municipio de Bolton estaba compuesto por el 90,03 % blancos, el 0,59 % eran afroamericanos, el 2,64 % eran amerindios, el 0,18 % eran asiáticos, el 3,11 % eran de otras razas y el 3,46 % eran de una mezcla de razas. Del total de la población el 7,74 % eran hispanos o latinos de cualquier raza.